# Tommaso Pompei
Tommaso Pompei (Roma, 8 agosto 1942) è un dirigente d'azienda italiano.

## Biografia
Laureato in Economia e Commercio presso l'Università degli studi di Roma "La Sapienza".
Responsabile dei sistemi informativi della compagnia aerea Alitalia negli anni ‘80, nel 1994 è amministratore delegato di Sigma, società specializzata nello sviluppo di servizi informatici di proprietà dell'IRI e delle Ferrovie dello Stato.
Da Amministratore Delegato del consorzio Pronto Italia (1992-1994) contribuisce in modo determinante all'assegnazione della licenza per la seconda rete radiomobile italiana (Omnitel Pronto Italia). Dopo l'aggiudicazione della licenza, Pompei riveste un ruolo di primo piano nella fase di avvio, in qualità di Chief Operations Officer (1994), Direttore Centrale Affari Istituzionali (1995) di Omnitel e poi direttore per le strategie nelle telecomunicazioni del gruppo Olivetti.
L'anno successivo è nominato presidente di Olivetti Telemedia. Incarico che detiene per poco tempo, pochi mesi dopo lascia l'azienda di Ivrea per trasferirsi all'Enel come responsabile dell'area telecomunicazioni, chiamato da Franco Tatò.
Dal 1997 è amministratore delegato della società Wind, che affronta la liberalizzazione del mercato delle telecomunicazioni sia nella telefonia fissa, sia nella telefonia mobile. Con l'arrivo all'Enel del nuovo amministratore delegato Paolo Scaroni, la partecipazione in Wind non viene ritenuta strategica e l'azienda viene ceduta al finanziere egiziano Naguib Sawiris.
A ottobre 2005 assume la guida di Tiscali, dopo l'uscita del fondatore Renato Soru divenuto presidente della Regione Sardegna. Il 28 febbraio 2008 Tommaso Pompei, di comune accordo con la Società, rimette le proprie deleghe da amministratore delegato di Tiscali.
Nel mezzo, è nominato presidente di Telit Communications S.p.A., incarico che lascia il 30 gennaio 2007 per motivi personali.
Il 17 novembre 2008 Tommaso Pompei viene nominato Amministratore Delegato di Vitrociset SpA, da cui si dimette nel febbraio 2011.
Successivamente si dedica alla ristrutturazione di gruppi immobiliari (come ad esempio Boscolo Hotels S.p.A.) su mandato delle principali banche, e costituisce un fondo di investimenti privato per lo sviluppo di start up innovative.
Il 13 novembre 2015 viene annunciato che sarà affidata a lui da parte di Enel la guida della newco per la realizzazione della rete in fibra ottica.